# George Borrow
Pour les articles homonymes, voir Borrow.
George Borrow de son nom complet George Henry Borrow, né le 5 juillet 1803 à East Dereham, en Angleterre et mort le 26 juillet 1881 à Lowestoft, dans le même pays, est un écrivain britannique, auteur de récits de voyages. Ses ouvrages sont basés sur ses expériences en Europe.

## Biographie
George Borrow naît le 5 juillet 1803 près d'East Dereham. Son père, Thomas Borrow, est officier chargé du recrutement. George a un frère aîné nommé John. La famille de George se déplace beaucoup en raison des affectations de son père.
En 1816, la famille Borrow déménage à Norwich. Entre 1815 et 1818, George Borrow fréquente la Norwich School où il commence à apprendre plusieurs langues. Au début de 1824, il s'installe à Londres où il reste environ une année. Sa santé déclinant, il part en voyage à travers l'Angleterre rurale. 
Ses contacts avec les Tsiganes lui inspirent Lavengro et The Romany Rye (1857). Il termine à Norwich son livre Romantic Ballads, traduit du danois (1826). 
Il écrit également The Zincali - An account of the gypsies of Spain (1841) et un livre de voyage The Bible in Spain (1842). Son succès est qualifié d'« instantané et écrasant ».
Il adhère à l'hypothèse émise par des experts tels que Hipólito Rossy ou Carlos Almendro, qui affirment que nous devons le mot flamenco à la musique polyphonique de l’Espagne au XVIe siècle, laquelle se serait développée sous l'influence des Pays-Bas, c’est-à-dire les anciennes Flandres, le terme flamenco étant alors la traduction espagnole de flamand. Selon lui, on croyait dans le passé que les Gitans étaient d’origine germanique et c'est pourquoi ils auraient pu être appelés Flamencos.
Cette théorie n’a cependant pas été vérifiée à ce jour.[réf. nécessaire]

## Œuvres principales
- The Zincali (1841)
- The Bible in Spain (La Bible en Espagne) (1843)
- Lavengro (1851)
- The Romany Rye (1857)
- Wild Wales (1862)
- Romano Lavo-lil (1874) Dictionnaire de langue romani.